# Comuna Ovanåker
Ovanåker este o comună în regiunea Gävleborg (Hälsingland) din Suedia. Reședința sa este localitatea Edsbyn. Alături de reședință, comuna cuprinde și așezările: Alfta, Ovanåker, Roteberg, Runemo și Viksöfors.

## Geografie

### Zone urbane
Lista celor mai mari zone urbane din comună (anul 2015) conform Biroului Central de Statistică al Suediei:
| Nr | Zona urbană | Pop.  |
| -- | ----------- | ----- |
| 1  | Edsbyn      | 4.179 |
| 2  | Alfta       | 2.348 |
| 3  | Roteberg    | 379   |
| 4  | Viksjöfors  | 264   |
| 5  | Runemo      | 249   |

## Demografie
| \| Evoluția demografică în comuna Ovanåker, 1970–2015 \| Evoluția demografică în comuna Ovanåker, 1970–2015 \| Evoluția demografică în comuna Ovanåker, 1970–2015 \| Evoluția demografică în comuna Ovanåker, 1970–2015 \| Evoluția demografică în comuna Ovanåker, 1970–2015 \| \| ----------------------------------------------------------------------------------------------------- \| -------------------------------------------------- \| -------------------------------------------------- \| -------------------------------------------------- \| -------------------------------------------------- \| \| An \| \| \| Locuitori \| \| \| 1970 \| 1970 \| \| 13153 \| 13153 \| \| 1975 \| 1975 \| \| 13446 \| 13446 \| \| 1980 \| 1980 \| \| 13785 \| 13785 \| \| 1985 \| 1985 \| \| 13613 \| 13613 \| \| 1990 \| 1990 \| \| 13558 \| 13558 \| \| 1995 \| 1995 \| \| 13256 \| 13256 \| \| 2000 \| 2000 \| \| 12491 \| 12491 \| \| 2005 \| 2005 \| \| 11873 \| 11873 \| \| 2010 \| 2010 \| \| 11440 \| 11440 \| \| 2015 \| 2015 \| \| 11469 \| 11469 \| \| Sursa: SCB - Statistika Centralbyrån, Folkmängd efter region, civilstånd, ålder och kön. År 1968–2016 \| \| \| \| \| |      |  |           |       |
| Evoluția demografică în comuna Ovanåker, 1970–2015 |      |  |           |       |
| An |      |  | Locuitori |       |
| 1970 | 1970 |  | 13153     | 13153 |
| 1975 | 1975 |  | 13446     | 13446 |
| 1980 | 1980 |  | 13785     | 13785 |
| 1985 | 1985 |  | 13613     | 13613 |
| 1990 | 1990 |  | 13558     | 13558 |
| 1995 | 1995 |  | 13256     | 13256 |
| 2000 | 2000 |  | 12491     | 12491 |
| 2005 | 2005 |  | 11873     | 11873 |
| 2010 | 2010 |  | 11440     | 11440 |
| 2015 | 2015 |  | 11469     | 11469 |
| Sursa: SCB - Statistika Centralbyrån, Folkmängd efter region, civilstånd, ålder och kön. År 1968–2016 |      |  |           |       |